# Hrabstwo Waukesha
Hrabstwo Waukesha (ang. Waukesha County) – hrabstwo w stanie Wisconsin w Stanach Zjednoczonych.
Obszar całkowity hrabstwa obejmuje powierzchnię 580,48 mil² (1503,44 km²). Według szacunków United States Census Bureau w roku 2009 miało 383 154 mieszkańców. Jego siedzibą administracyjną jest Waukesha.
Hrabstwo powstało w 1846.

## Miasta
- Brookfield – city
- Brookfield – town
- Delafield – city
- Delafield – town
- Eagle
- Genesee
- Lisbon
- Merton
- Milwaukee
- Muskego
- Mukwonago
- New Berlin
- Oconomowoc – city
- Oconomowoc – town
- Ottawa
- Pewaukee
- Vernon
- Waukesha – miasto
- Waukesha – wieś

## Wioski
- Big Bend
- Butler
- Chenequa
- Dousman
- Eagle
- Elm Grove
- Hartland
- Lannon
- Menomonee Falls
- Merton
- Mukwonago
- Nashotah
- North Prairie
- Oconomowoc Lake
- Pewaukee
- Summit
- Sussex
- Wales

## CDP
- Okauchee Lake